# Schizophragma
Schizophragma is een geslacht van vliesvleugeligen uit de familie Mymaridae. De wetenschappelijke naam van dit geslacht is voor het eerst geldig gepubliceerd in 1949 door Ogloblin.

## Soorten
Het geslacht Schizophragma omvat de volgende soorten:
- Schizophragma basalis Ogloblin, 1949
- Schizophragma bicolor (Dozier, 1932)
- Schizophragma latipennis (Crawford, 1913)
- Schizophragma nana Ogloblin, 1949
- Schizophragma parvula Ogloblin, 1949
- Schizophragma peruana Ogloblin, 1949
- Schizophragma saltensis Ogloblin, 1949
- Schizophragma squamosa Ogloblin, 1949